# Steve Gorn
Steve Gorn (* in New York City) ist ein US-amerikanischer Welt- und Jazzmusiker (Sopransaxophon, Flöten).
Gorn studierte Komposition an der Pennsylvania State University. Unter dem Einfluss von Musikern wie Bismillah Khan, Ravi Shankar und Ali Akbar Khan entstand sein Interesse für östliche Musik. 1969 ging er nach Benares, wo er den Sarangimeister Gopal Misra kennenlernte und dann in Kalkutta Schüler des Bansurimeisters Gour Goswami wurde.
Nach seiner Rückkehr in die USA arbeitete er als Bansurispieler mit Musikern wie Paul Simon, Richie Havens, Paul Winter, Jack DeJohnette und Glen Velez zusammen. Er komponierte für Film, Fernsehen, Tanz und Theater und unternahm weltweite Tourneen. 1979 erschien das Album Asian Journal.
Er nahm danach mehrere Soloalben auf und wirkte als Flötist bei Aufnahmen von Andreas Vollenweider, Jai Uttal, Laura Simms, Graham Parker, Priscilla Herdman und Najima mit. 1995 unternahm er mit Jack DeJohnette eine Tournee durch Europa und Afrika. 2006 trat er mit Shades of Time auf. 2007 gastierte er mit Karl Berger in Deutschland.

## Diskographie
- Asian Journal, 1979
- Bansuri Bamboo Flute, Soloalbum, 1980, 1982
- Yantra: Flute and Tabla mit Badal Roy, 1983
- Luminous Ragas mit Marc Levinson, 1991
- Steel & Bamboo mit Robert Dick, 1993
- From the Caves of the Iron Mountain mit Tony Levin, Jerry Marotta, 1997
- Wings and Shadows mit Warren Senders
- Pampara: In Memory of Gour Goswami mit Annalisa Adami, Samir Chatterjee, 1996
- Pranam mit Barun Kumar Pal, Samir Chatterjee, David Taylor, 1999
- 2000 live mit Bill Buchen, Hallie Laxmi, 2000
- Drala mit David Nichtern, Amitava Chatterjee, Mark Egan, Bill Buchen, Randy Crafton, Anandi, Cyndi Lee, 2001
- Colors of the Mind mit Kevin Bents, David Marino, Barun Kumar Pal, Falguni Shah, Stomu Takeishi, Gordon Titcomb, 2002
- Midnight Flower mit Mark Egan, Matt Kilmer, Shane Shanahan, Falguni Shah, Clifford Carter, Jamey Haddad, Ty Burhoe, Keven Bents, 2003
- Dreaming Mexico mit Raul Tudon, Georg Hofmann, 2004
- Priyagitah: The Nightinggale mit Benjy Werheimer, David Michael, Michael Stirling, 2004
- Meditate mit Pamela Miles, 2007
- Rasika mit Samir Chatterjee, Hallie Laxmi, 2007